# Подойніцина Наталія Валеріївна
Наталія Валеріївна Подойніцина (рос. Наталья Валерьевна Подойницина; нар. 4 березня 1973) — радянська та російська футболістка казахського походження, воротар.

## Життєпис
Першим футбольним клубом став карагандинський «Олімп». З 1990 по 1994 рік виступала лише в одному клубі — «Мерей» - «СКА-Мерей» - ЦСК ВПС. У 1994 році не провела жодного офіційного матчу, залишалася в тіні Світлани Петько.
1995 року вийшла заміж, пішла в декрет і завершила кар'єру.
У 1993 році провела два матчі у футболці національної збірної Росії, проти Фінляндії (0:2, 2:1).

## Досягнення
- / Чемпіонат Росії
  -  Чемпіон (2): 1993, 1994
  -  Срібний призер (1): 1995

- Кубок Росії
  -  Фіналіст (1): 1995

Особисті
- За підсумками сезону 1993 року потрапила до списку «33 найкращі футболістки країни»[4].
- За підсумками опитування, проведеного тижневиком «Москвичка», найкращою футболісткою року визнано Ольга Зареніна з красноярської «Сибірячки». На другому місці Наталія Подойніцина (ЦСК ВПС)